# Gaston Courtois
Gaston Courtois (21 novembre 1897 à Paris 9e - 23 septembre 1970 à Rome) est un prêtre catholique français, membre de la congrégation des Fils de la Charité. Auteur, éditeur, journaliste, directeur général de l'Union des œuvres catholiques de France, il est le cofondateur du mouvement des Cœurs Vaillants-Âmes Vaillantes et du Bureau international catholique de l'enfance. 

## Biographie

### Enfance et études
Gaston Courtois est né le 21 novembre 1897 à Paris. Son père, commandant  dans la marine marchande, a une fille d'une première union. Il a deux garçons et une fille avec la mère de Gaston Courtois, d'origine alsacienne.  
D’abord scolarisé chez les Frères des Écoles chrétiennes, Gaston Courtois intègre ensuite le lycée Louis-le-Grand. Il effectue des études de lettres à l’université de la Sorbonne, puis étudie la psychologie à l’Institut catholique de Paris. 
Avant de s’engager au combat durant la Première Guerre mondiale, il devient le responsable du patronage Saint-Gervais, et encadre une colonie de vacances.

### Première Guerre mondiale
En 1915, Gaston Courtois s’engage volontairement dans l’artillerie. Il participe aux batailles de Verdun, de l’Argonne, de la Somme et du Chemin des Dames. Il est grièvement blessé en 1917, entraînant sa démobilisation.

### Vie religieuse
Gaston Courtois entre au séminaire Saint-Sulpice d’Issy-les-Moulineaux en 1919. Après sa rencontre avec le Père Jean-Emile Anizan, fondateur des Fils de la charité, il commence son noviciat dans cette congrégation. Il est ordonné prêtre en 1925. 
D’abord prêtre à la chapelle Notre-Dame d’Espérance, à Paris, il fonde un Groupe d’entr’aide sacerdotale réunissant des prêtres parisiens, afin qu’ils aient une réflexion commune sur leur ministère et partagent des temps de prière. Il est également à l’initiative, avec le Père Georges Guérin, d’une des premières sections de Jeunesse ouvrière chrétienne de France, en 1927. Il est ensuite nommé vicaire à Gentilly, en 1928, où il est responsable des œuvres féminines de la paroisse. 
En 1929, Gaston Courtois est nommé secrétaire de l'Union des œuvres catholiques de France. En 1937, il en devient le directeur et le supérieur de la communauté de Fils de la charité qui y réside. C’est en son sein qu’il fonde le journal Cœurs Vaillants, puis le mouvement des Cœurs vaillants-Âmes vaillantes. 
Il devient procureur général des Fils de la charité en 1955. À cette fin, il réside à Rome, où il décède en 1970.
En plus de ses fonctions au sein des Fils de la charité et de l'Union des œuvres catholiques de France, Gaston Courtois est nommé prélat de l’Église catholique orientale en 1954. À partir de 1959, il est secrétaire de l’Union pontificale missionnaire du clergé, où il fonde la revue Omnis terra.
Tout au long de son parcours ecclésiastique, Agnès Richomme est sa collaboratrice[pas clair]. Elle effectue des travaux de secrétariat et rédige, en parallèle, de nombreux ouvrages, notamment dans la collection « Belles histoires et belles vies » des éditions Fleurus.

### Engagement en faveur de l'enfance
Dès sa jeunesse, Gaston Courtois agit en faveur des enfants, notamment à-travers les patronages.
En 1929, il participe à la création du journal Cœurs Vaillants avec les abbés Gabriel Bard et Pierre Rougement (abbé Henri Guesdon), au sein de l'Union des œuvres catholiques de France. Ce périodique est destiné aux garçons de 8 à 15 ans. Gaston Courtois y est surnommé Jacques Cœur. Cette création est suivie par la fondation du mouvement catholique Cœurs vaillants-Âmes vaillantes, en 1936, puis de son pendant féminin, les Âmes Vaillantes, en 1937. Les Cœurs Vaillants-Âmes Vaillantes sont actuellement connus comme l'Action catholique des enfants. Le mouvement est à l'origine de nombreux périodiques et publications, dont l'hebdomadaire Vaillance, créé avec Marcel Job en 1940 à Lyon, et qui paraît jusqu'en 1944.
Gaston Courtois est secrétaire du Comité national des Loisirs de l’Action catholique française, créateur du Secrétariat catholique des enfants malades, cofondateur et aumônier général du Bureau international catholique de l'enfance (1948), fondateur de l’Union des religieuses éducatrices paroissiales, et des écoles d’assistantes catholiques de l’enfance, aujourd’hui écoles d’éducateurs spécialisés.

### Écriture et édition
Gaston Courtois est l’auteur de plus d'une centaine de livres, qu’il s’agisse de recueils de maximes, ouvrages pour enfants ou sur l'éducation. 
Il est également le fondateur des éditions Fleurus, au sein de l'Union des œuvres catholiques de France, en 1946. Il y crée notamment la collection « Belles histoires et belles vies », composée d’albums de bandes dessinées portant sur de célèbres figures chrétiennes. Il rédige les textes du premier album de cette collection, consacré au Père Jean-Emile Anizan, et illustré par Robert Rigot.
En 1919, il fonde la revue Familial Digest, aujourd’hui Panorama.

## Publications
- À l’écoute du Seigneur : pour l’oraison, pour l’action de grâces, pour la visite du Saint-Sacrement, Paris, éditions Fleurus, 1965.
- Aridités spirituelles : feuillets de vie spirituelle, Paris, Office général des Œuvres, 1930.
- Aux pieds du maître : notes spirituelles, 8 t., 1921-1970.
- David Julien, Gaston Courtois, Cantiques notés de mon livre de prière, Paris, Union des Œuvres catholiques de France, 1947.
- Cœur à cœur avec Jésus, Paris, éditions Fleurus, 5 t., 1949-1961.
- Dans l’esprit du concile : intentions missionnaires de prière, Paris, éditions Fleurus, 1966.
- Dominique Savio, la sainteté d'un enfant, Paris, éditions Mame, coll. « Belles Histoires, Belles Vies », 1995, (rééditon de Saint Dominique Savio, Paris, éditions Fleurus, coll. « Belles Histoires et Belles Vies », no 26, 1955).
- En vacances : mon livre de prières, Paris, éditions Fleurus, 1936.
- Jean Pihan, Gaston Courtois, Essai de classification décimale à l’usage du clergé, Paris, Union des Œuvres catholiques de France, 1947.
- Face au Seigneur, Paris, Union des Œuvres catholiques de France, 5 t., 1948-1952.

- Prix Ferrières 1954 de l’Académie française.
- Faire oraison, Paris, éditions Fleurus, 1960.
- Fidélité religieuse, Paris, éditions Fleurus, 1959.
- Heure sainte des Cœurs Vaillants à la basilique du Sacré Cœur de Montmartre, 1949.
- Histoire de l’Église, tome Ier:« Des origines aux Croisades », Paris, éditions Fleurus, coll. « Belles Histoires et Belles Vies », no 34, 1957.
- Histoire de l’Église, tome II:« Des Croisades à la Révolution française », Paris, éditions Fleurus, coll. « Belles Histoires et Belles Vies », no 56, 1962.
- Jeune prêtre, Paris, Union des Œuvres catholiques de France, 1950.
- L’action féconde, Paris, Centre d’études pastorales et pédagogiques, 1947.
- L’art d’élever des enfants aujourd’hui, Paris, éditions Fleurus, 1951.

- Prix Montyon 1952 de l’Académie française.
- L’art d’être chef, Paris, éditions Rivoire, 1945.
- L’école des chefs, Paris, éditions Fleurus, s.d.

- Prix Montyon 1946 de l’Académie française.
- L’éducation de la volonté, Lyon, éditions Fleurus, 1942.
- L’Enfant, Paris, éditions Fleurus, 1961.
- L’Eucharistie, Paris, éditions Fleurus, 1957.
- L’heure de Jésus. Méditations pour religieuses, Paris, éditions Fleurus, 1961.
- La Belle Vie de saint Paul, apôtre de Jésus-Christ, Paris, éditions Fleurus, coll. «Belles Histoires et Belles Vies», no 4, 1950.
- La bonne humeur, Paris, éditions Fleurus, 1930 (2e éd.).
- La charité, Paris, éditions Fleurus, 1949.
- La grande leçon de Vatican II : esprit chrétien, esprit missionnaire, Paris, éditions Fleurus, 1966.
- La plus belle histoire, Paris, éditions Fleurus, coll. « Belles Histoires et Belles Vies », no 1, 1947.
- La sainte messe en cœur parlé, Paris, éditions Fleurus, 1936.
- La vie intérieure, Paris, éditions Fleurus, 1951.
- Le père Jean-Émile Anizan, Paris, éditions Fleurus, collection « Belles Histoires et Belles Vies », no 14, 1953.
- Le sens chrétien de la mort, Paris, éditions Fleurus, 1948.
- Le sens de l’Église, Paris, éditions Fleurus, 1950.
- Les états de perfection, Paris, éditions Fleurus, 1958.
- Les temps liturgiques, Paris, éditions Fleurus, 1964.
- Lourdes, Paris, éditions Fleurus, 1958.
- Méditations missionnaires, Paris, éditions Fleurus, 1962.
- Méditations sur le magnificat, Paris, éditions Fleurus, [1940].
- Mission de la religieuse dans le monde d’aujourd’hui, Paris, éditions Fleurus, 1959.
- Mon carnet d’oraison, Paris, éditions Fleurus, 1960.
- Mon chemin de la croix, Paris, 1939.
- Mon livre de prières, Paris, éditions Fleurus, 1955.
- Notre chef, c’est le Christ : heure sainte et consécration des Cœurs Vaillants de France au Christ-Roi, 1937.
- Notre vie religieuse, Paris, éditions Fleurus, 1949.
- Pour converser avec le maître, Paris, éditions Fleurus, 1961.
- Pour réussir auprès des enfants, Paris, éditions Fleurus, 1961.
- Pour une France plus belle : billets de vaillance, Paris, éditions Rivoire, 1944.
- Quand l’âme est dans le tunnel, Paris, éditions Fleurus, 1952.
- Quand le Seigneur parle au cœur : carnets spirituels inédits recueillis et présentés par Agnès Richomme, Paris, éditions Paulines, 1976.
- Quand on souffre, Paris, éditions Fleurus, 1964.
- Saint Dominique Savio, Paris, éditions Fleurus, coll. « Belles Histoires et Belles Vies », no 26, 1955.
- Saint Jean Bosco, Paris, éditions Fleurus, coll. « Belles Histoires et Belles Vies », no 10,  1952.
- Saint Jean-Baptiste de la Salle, Paris, éditions Fleurus, coll. « Belles Histoires et Belles Vies », no 20, 1954. Réédition, 1996.
- Saint Paul, apôtre de Jésus-Christ, Paris, éditions Clovis, coll. « Chemins de Lumières », no 13, 2019.(réédition de La belle vie de saint Paul, apôtre de Jésus-Christ Paris, éditions Fleurus, coll. «Belles Histoires et Belles Vies», no 4, 1950.).
- Saint Vincent de Paul, Paris, éditions Fleurus,  coll. « Belles Histoires et Belles Vies », no 6, 1951.
- Savoir dire merci, Paris, éditions Fleurus, 1959.
- Si vous ne faites pas pénitence, Paris, éditions Fleurus, 1954.
- Tout au long du jour, Paris, éditions Fleurus, 1954.
- Une valeur or : le silence, Paris, éditions Fleurus, 1955.